# Архангельське (Славгородський округ)
Арха́нгельське (рос. Архангельское) — село у складі Славгородського округу Алтайського краю, Росія.

## Населення
Населення — 298 осіб (2010; 344 у 2002).
Національний склад (станом на 2002 рік):
- росіяни — 46 %